# Огневское сельское поселение (Челябинская область)
Огневское се́льское поселе́ние — муниципальное образование в Каслинском районе Челябинской области Российской Федерации. В рамках административно-территориального устройства муниципальное образование  соответствует административно-территориальной единице Огневский сельсовет.
Административный центр — село Огневское.

## Название
Происхождение топонима связано с фамилией Огневых, первых поселенцев села Огневское.

## История
Статус и границы сельского поселения установлены Законом Челябинской области от 16 ноября 2004 года № 312-ЗО «О статусе и границах Каслинского муниципального района, городских и сельских поселений в его составе».

## Население
| 2002  | 2010  | 2011  | 2012  | 2013  | 2014  | 2015  |
| ----- | ----- | ----- | ----- | ----- | ----- | ----- |
| 1480  | ↘1090 | ↘1086 | ↘1060 | ↘1047 | ↘1016 | ↗1025 |
| 2016  | 2017  | 2018  | 2019  | 2020  | 2021  |       |
| ↘1024 | ↘977  | ↘937  | ↘925  | ↘895  | ↘837  |       |

## Состав сельского поселения
| № | Населённый пункт | Тип населённого пункта       | Население |
| - | ---------------- | ---------------------------- | --------- |
| 1 | Кызылова         | деревня                      | ↘103      |
| 2 | Малая Кызылова   | деревня                      | ↘8        |
| 3 | Огневское        | село, административный центр | ↘601      |
| 4 | Слободчикова     | деревня                      | ↘20       |
| 5 | Усть-Караболка   | деревня                      | ↘86       |
| 6 | Юшково           | село                         | ↘272      |